# Serie Mundial Amateur de Béisbol de 1984
La XXVIII Serie Mundial Amateur de Béisbol se llevó en Cuba del 14 de octubre al 28 de octubre de 1984. Cuba inició una racha de campeonatos consecutivas luego de ausentarse en la edición anterior de 1982. El jugador más valioso fue Víctor Mesa de Cuba.

## Primera Ronda
Los cuatro primeros equipos de cada grupo clasificaron a la Ronda final y el resto disputó la Ronda de consolación.
| Posición | Equipo                | Ganados | Perdidos |
| -------- | --------------------- | ------- | -------- |
| 1        | Cuba                  | 5       | 1        |
| 2        | Japón                 | 5       | 1        |
| 3        | Puerto Rico           | 4       | 2        |
| 4        | Nicaragua             | 3       | 3        |
| 5        | Venezuela             | 2       | 4        |
| 6        | Antillas Neerlandesas | 1       | 5        |
| 7        | Italia                | 1       | 5        |

| Posición | Equipo               | Ganados | Perdidos |
| -------- | -------------------- | ------- | -------- |
| 1        | Panamá               | 4       | 1        |
| 2        | Estados Unidos       | 4       | 1        |
| 3        | China Taipéi         | 2       | 3        |
| 4        | Corea del Sur        | 2       | 3        |
| 5        | República Dominicana | 2       | 3        |
| 6        | Países Bajos         | 1       | 4        |

## Ronda de consolación
| Posición | Equipo                | Ganados | Perdidos |
| -------- | --------------------- | ------- | -------- |
| 1        | Venezuela             | 4       | 0        |
| 2        | Antillas Neerlandesas | 3       | 1        |
| 3        | Italia                | 2       | 2        |
| 4        | República Dominicana  | 1       | 3        |
| 5        | Países Bajos          | 0       | 4        |

## Ronda final
| Posición | Equipo         | Ganados | Perdidos |
| -------- | -------------- | ------- | -------- |
| 1        | Cuba           | 6       | 1        |
| 2        | China Taipéi   | 5       | 2        |
| 3        | Estados Unidos | 4       | 3        |
| 4        | Japón          | 3       | 4        |
| 5        | Corea del Sur  | 3       | 4        |
| 6        | Panamá         | 3       | 4        |
| 7        | Nicaragua      | 2       | 5        |
| 8        | Puerto Rico    | 2       | 5        |

| Cuba                  |
| Campeón Cuba          |
| Décimo séptimo título |

## Clasificación Final
| Posición | Equipo                | Ganados | Perdidos |
| -------- | --------------------- | ------- | -------- |
| 1        | Cuba                  | 11      | 2        |
| 2        | China Taipéi          | 7       | 5        |
| 3        | Estados Unidos        | 8       | 4        |
| 4        | Japón                 | 8       | 5        |
| 5        | Corea del Sur         | 5       | 7        |
| 6        | Panamá                | 7       | 5        |
| 7        | Nicaragua             | 5       | 8        |
| 8        | Puerto Rico           | 6       | 7        |
| 9        | Venezuela             | 6       | 4        |
| 10       | Antillas Neerlandesas | 4       | 6        |
| 11       | Italia                | 3       | 7        |
| 12       | República Dominicana  | 3       | 6        |
| 13       | Países Bajos          | 1       | 8        |